# روجر لوسون غامبل
روجر لوسون غامبل (بالإنجليزية: Roger Lawson Gamble)‏ (و. 1787 – 1847 م) هو سياسي، ومحامي، وقاضي من الولايات المتحدة الأمريكية . تولى منصب أعضاء مجلس النواب الأمريكي، وعضو مجلس نواب ولاية جورجيا .
وهو عضو في الحزب الديمقراطي الأمريكي .
توفي في أوغستا، جورجيا .